# Oyehut
 (septembre 2022).
Oyehut  est une census-designated place américaine de l'État de Washington dans le comté de Grays Harbor. 
La population était de 85 habitants en 2010.